# Semisulcospiridae
Semisulcospiridae là một họ ốc nước ngọt sống dưới nước thuộc siêu họ Cerithioidea.
Semisulcospiridae được cho là biến đổi đa dạng hóa từ họ Pleuroceridae khoảng 90 triệu năm trước, vào kỷ Phấn trắng.

## Phân bổ
Họ Semisulcospiridae phân bố ở phía tây Bắc Mỹ, Viễn Đông của Nga, Hàn Quốc, Nhật Bản, Trung Quốc và Việt Nam.

## Phân loại
Họ Semisulcospiridae ban đầu được Morrison (1952) giới thiệu chỉ là một cái tên (nomen nudum), mà không có chẩn đoán về đơn vị phân loại. Tuy nhiên, đây là một đơn vị phân loại hợp lệ.

### Phân loại năm 2005
Theo phân loại của Bouchet & Rocroi (2005), Semisulcospiridae là một phân họ trong họ Pleuroceridae.

### Phân loại năm 2009
Phân họ Semisulcospirinae trong họ Pleuroceridae được nâng lên thành họ Semisulcospiridae bởi Strong & Köhler (2009).

## Các chi
Có mức độ dị biệt ty thể rất cao ở các loài Semisulcospiridae rõ ràng (cao nhất trong số các loài chân bụng, cũng như Pleuroceridae), điều này vẫn chưa được giải thích đầy đủ cho đến năm 2015.
- Hua S.-F. Chen, 1943
- Juga H. Adams & A. Adams, 1854 [3]
- Koreoleptoxis JB Burch & Y. Jung, 1988 [3]
  - Koreoleptoxis globus
- Semisulcospira O. Boettger, 1886 - chi điển hình

Các chi được đưa vào đồng nghĩa
- Biwamelania Matsuoka, 1985 : đồng nghĩa của Semisulcospira O. Böttger, 1886
- Koreanomelania: đồng nghĩa của Koreoleptoxis JB Burch & Y. Jung, 1988
- Namrutua Abbott, 1948 : đồng nghĩa của Semisulcospira O. Böttger, 1886 (đồng nghĩa thứ cấp)
- "Parajuga":[3] đồng nghĩa của Juga H. Adams & A. Adams, 1854 (tên không có sẵn: không có loài điển hình nào được chỉ định)
- Senckenbergia Yen, 1939: đồng nghĩa của Semisulcospira O. Böttger, 1886 (đồng nghĩa thứ cấp)